# Saint-Pardoux-du-Breuil
Saint-Pardoux-du-Breuil è un comune francese di 628 abitanti situato nel dipartimento del Lot e Garonna nella regione della Nuova Aquitania.

## Società

### Evoluzione demografica
Abitanti censiti